# FNM Md. 520
 (novembre 2021).
Si vous disposez d'ouvrages ou d'articles de référence ou si vous connaissez des sites web de qualité traitant du thème abordé ici, merci de compléter l'article en donnant les références utiles à sa vérifiabilité et en les liant à la section « Notes et références ».
Cet autorail est étroitement dérivé de la série FS ALn 556 construit par le constructeur italien Breda costruzioni ferroviarie pour les FS Ferrovie dello Stato, chemins de fer nationaux italiens, entre 1938 et 1940.

## Historique
Ils furent utilisés sur la ligne locale Saronno-Varese-Laveno, au nord de Milan jusqu'en 1955, date à laquelle cette ligne fut totalement électrifiée. Les 3 unités ont été revendues à la compagnie privée de chemin de fer "Ferrovia Centrale Umbra" qui assurait des liaisons locales en délégation de service public dans la région Ombrie, dans le centre de l'Italie.